# 래디아 펄먼
래디아 조이 펄먼(Radia Joy Perlman, 1951년 1월 1일 - )은 미국의 소프트웨어 디자이너 겸 네트워크 공학자이다. 그녀는 디지털 이큅먼트 코퍼레이션에서 일하면서 네트워크 브리지를 위한 신장 트리 프로토콜(spanning-tree protocol, STP)의 알고리즘을 고안하여 명성을 얻었다. 펄먼은 그 외에도 TRILL(TRansparent Interconnection of Lots of Links, 링크 로트의 공개적 연결)을 포함한 링크 스테이트 라우팅 프로토콜과 같은 라우팅 프로토콜을 비롯하여 네트워크 디자인과 표준화에 많은 기여를 하였다. 폴먼은 현재 델 EMC에서 근무 중이다.

## 학업
MIT 재학중에 폴먼은 재학생 연구 기회 제공 프로젝트로 인공지능연구소에 들어가 로고의 개발에 참여하였다. 시모어 페퍼트의 지도 아래 폴먼은 어린이에게 친숙하도록 거북이 모양의 인터페이스를 고안하고 TORTIS라고 이름 붙였다. 1974년에서 1976년 사이 세살 연령의 어린이를 대상으로 거북이 로고를 사용한 프로그램 교육 실험이 진행되었다. 폴먼은 직접 아이들을 가르치는 일에 자원하였다.
펄먼은 수학을 전공으로 학사와 석사 학위를 받았으며, 1988년 MIT의 컴퓨터 과학 박사 학위를 수여 받았다. 박사 학위 주제는 네트워크의 악성 오류에 대한 라우팅 문제의 해결에 관한 것이었다.

## 경력
펄먼은 디지털 이큅먼트 코퍼레이션에서 근무하면서 TRILL을 포함한 링크 스테이트 라우팅 프로토콜을 개발하였고, 신장 트리 프로토콜 알고리즘을 고안하여 명성을 얻었다. 펄먼은 링크 스테이트 라우팅 프로토콜에 대해 "이 프로토콜은 정말 간단해서 시처럼 요약할 수 있다"고 말하였다.
펄먼은 제한된 거리에 있는 소수의 노드를 사용하여 이더넷 프로토콜로 변환함으로써 거대한 네트워크를 구성할 수 있도록 하였다.
펄먼은 네트워킹에 대한 교과서를 집필하였고 네트워크 보안 교과서의 공동 저자로 참여하였다. 그녀는 100여개 이상의 특허를 등록하기도 하였다.

## 수상
- 전국 발명가 명예의 전당 (2016년)
- 인터넷 명예의 전당 (2014년)[6]
- SIGCOMM 학회상 (2010년)[7]
- USENIX 협회상(2006년)
- 아니타 보그를 기념한 제1회 아니타 보그 여성 기술 연구소 상 (2005년)[8]
- 실리콘 밸리 지적저작권협회의 올해의 발명가상 (2003년)[9]
- 왕립 공과대학교 명예 박사 (2000년)

## 참고 문헌
- Perlman, Radia (1999). 《Interconnections: Bridges, Routers, Switches, and Internetworking Protocols》 2판. Addison-Wesley Professional Computing Series. ISBN 978-0-201-63448-8.
- Perlman, Radia; Kaufman, Charlie; Speciner, Mike (1995). 《Network Security: Private Communication in a Public World》 2판. PTR Prentice Hall. ISBN 978-0-13-061466-7.